# Novobanská kotlina
Novobanská kotlina je geomorfologickou částí Župkovské brázdy.  Leží v její jižní části, v okolí města Nová Baňa v Žarnovickém okrese. 

## Polohopis
Kotlina se nachází na jižním okraji pohoří Vtáčnik, v podcelku Župkovská brázda. Leží v širším okolí města Nová Baňa, na obou březích Novobanského potoka. Severním a východním směrem pokračuje Vtáčnik částí Župkovská vrchovina a podcelkem Raj, jižní okraj klesá do údolí Hronu, do podcelku Breznické podolie, geomorfologické části Štiavnických vrchů. Na západě sousedí Pohronský Inovec podcelky Veľký Inovec a Vojšín. 
Ze severu na jih k Hronu protéká územím kotliny Novobanský potok, který zde přibírá několik menších vodních toků, mezi nimi Starohutský, Zajačí, Kyzový či Suchý potok. 

## Doprava
Údolím Hrona vedou důležité komunikace nadregionálního významu, rychlostní silnice R1, silnice I / 65 a železniční trať Nové Zámky - Zvolen. Z hlavních cest odbočuje silnice III. třídy, obsluhující rozlehlé město a jeho laznické usedlosti. Z centra Nové Baně vede silnice III / 2512 západním směrem přes osadu Stará Huta do obce Velká Lehota, silnice III / 2513 pokračuje severní částí novobanské kotliny a připojuje se na II / 512 ( Žarnovica - Oslany). 

## Turismus
Tato část pohoří Vtáčnik patří mezi méně turisticky navštěvované lokality a často slouží pouze jako východisko do blízkých lokalit. Návštěvníky regionu lákají zejména historické památky starého hornického města, včetně vodních děl, tzv. tajchů. Západně od kotliny leží přírodní rezervace Bujakov vrch a národní přírodní památka Starohutianský vodopád. Cyklotrasy na území kotliny a v jejím okolí vyhledávají příznivci cyklistiky.

### Turistické trasy
- po  červené trase Rudnou magistrálou z Veľkého Inovca (901 m n. m.) přes rozcestí Nová Baňa do Rudna nad Hronom
- po  zelené trase z rozcestí Nová Baňa do Veľkej Lehoty
- po  modré značce z rozcestí Nová Baňa na rozcestí Predný Šarvíz
- po  žluté značce z Nové Bane na Červenú skalu a Háj[2]